# A Fullmetal Alchemist: Testvériség epizódjainak listája
Ezen szócikk a Fullmetal Alchemist: Testvériség című anime epizódjainak listáját tartalmazza.

## Epizódlista
| #  | Epizód címe | Első japán sugárzás  | Első magyar sugárzás |
| -- | --- | -------------------- | -------------------- |
| 1  | Az Acél Alkimista Hagane no Renkindzsucusi (鋼の錬金術師; Hepburn: Hagane no Renkinjutsushi)                                              | 2009. április 5.     | 2010. június 1.      |
| 2  | A nap, amikor elkezdődött Hadzsimari no Hi (はじまりの日; Hepburn: Hajimari no Hi)                                                        | 2009. április 12.    | 2010. június 1.      |
| 3  | Az eretnekség városa Dzsakjó no Macsi (邪教の街; Hepburn: Jakyō no Machi)                                                                 | 2009. április 19.    | 2010. június 8.      |
| 4  | Egy alkimista gyötrelmei Renkindzsucusi no Kunó (錬金術師の苦悩; Hepburn: Renkinjutsushi no Kunō)                                         | 2009. április 26.    | 2010. június 8.      |
| 5  | Bánateső Kanasimi no Ame (哀しみの雨; Hepburn: Kanashimi no Ame)                                                                          | 2009. május 3.       | 2010. június 15.     |
| 6  | A remény útja Kibó no Micsi (希望の道; Hepburn: Kibō no Michi)                                                                            | 2009. május 10.      | 2010. június 15.     |
| 7  | A rejtett igazság Kakuszareta Sindzsicu (隠された真実; Hepburn: Kakusareta Shinjitsu)                                                     | 2009. május 17.      | 2010. június 22.     |
| 8  | Az 5-ös laboratórium Daigo Kenkjúso (第五研究所; Hepburn: Daigo Kenkyūsho)                                                                | 2009. május 24.      | 2010. június 22.     |
| 9  | Mesterséges érzelmek Cukurareta Omoi (創られた想い; Hepburn: Tsukurareta Omoi)                                                            | 2009. május 31.      | 2010. június 29.     |
| 10 | Útjaink elválnak Szorezore no Jukuszaki (それぞれの行く先 ; Hepburn: Sorezore no Yukusaki)                                                | 2009. június 7.      | 2010. június 29.     |
| 11 | Csoda Rush Valley-ben Rassu Baré no Kiszeki (ラッシュバレーの奇跡; Hepburn: Rasshu Barē no Kiseki)                                        | 2009. június 14.     | 2010. július 6.      |
| 12 | Egy minden, minden egy Icsi va Zen, Zen va Icsi (一は全、全は一; Hepburn: Ichi wa Zen, Zen wa Ichi)                                       | 2009. június 21.     | 2010. július 6.      |
| 13 | Dublith szörnyetegei Daburiszu no Kemono-tacsi (ダブリスの獣たち; Hepburn: Daburisu no Kemono-tachi)                                      | 2009. június 28.     | 2010. július 13.     |
| 14 | Akik a föld alatt rejtőzködnek Csika ni Hiszomu Mono-tacsi (地下にひそむ者たち; Hepburn: Chika ni Hisomu Mono-tachi)                      | 2009. július 5.      | 2010. július 13.     |
| 15 | Keleti hírnökök Tóhó no Sisa (東方の使者; Hepburn: Tōhō no Shisha)                                                                        | 2009. július 12.     | 2010. július 20.     |
| 16 | Egy bajtárs lábnyomai Tomo no Asiato (戦友の足跡; Hepburn: Tomo no Ashiato)                                                               | 2009. július 19.     | 2010. július 20.     |
| 17 | Higgadt lángok Reitecu na Honó (冷徹な焔; Hepburn: Reitetsu na Honō)                                                                      | 2009. július 26.     | 2010. július 27.     |
| 18 | Egy kisember önhitt tenyere Csiisza na Ningen no Góman na Tenohira (小さな人間の傲慢な掌; Hepburn: Chiisa na Ningen no Gōman na Tenohira) | 2009. augusztus 2.   | 2010. július 27.     |
| 19 | Egy halhatatlan halála Sinazaru Mono no Si (死なざる者の死; Hepburn: Shinazaru Mono no Shi)                                               | 2009. augusztus 9.   | 2010. augusztus 3.   |
| 20 | Apa a sír előtt Bozen no Csicsi (墓前の父; Hepburn: Bozen no Chichi)                                                                      | 2009. augusztus 16.  | 2010. augusztus 3.   |
| 21 | A bolondok haladnak Gusa no Zensin (愚者の前進; Hepburn: Gusha no Zenshin)                                                                | 2009. augusztus 30.  | 2010. augusztus 10.  |
| 22 | Vállak a távolban Tóku no Szenaka (遠くの背中; Hepburn: Tōku no Senaka)                                                                   | 2009. szeptember 6.  | 2010. augusztus 10.  |
| 23 | Lány a harcmezőn Ikuszaba no Sódzso (戦場の少女; Hepburn: Ikusaba no Shōjo)                                                               | 2009. szeptember 13. | 2010. augusztus 17.  |
| 24 | A gyomor belseje Hara no Naka (腹の中; Hepburn: Hara no Naka)                                                                             | 2009. szeptember 20. | 2010. augusztus 17.  |
| 25 | A sötétség kapuja Jami no Tobira (闇の扉; Hepburn: Yami no Tobira)                                                                        | 2009. szeptember 27. | 2010. augusztus 24.  |
| 26 | Viszontlátás Szaikai (再会; Hepburn: Saikai)                                                                                              | 2009. október 4.     | 2010. augusztus 24.  |
| 27 | Mulatság a félhomályban Hazama no Utage (狭間の宴; Hepburn: Hazama no Utage)                                                              | 2009. október 11.    | 2010. augusztus 31.  |
| 28 | Apa Otó-szama (おとうさま; Hepburn: Otō-sama)                                                                                             | 2009. október 18.    | 2010. augusztus 31.  |
| 29 | Bolondok küzdelme Gusa no Agaki (愚者の足掻き; Hepburn: Gusha no Agaki)                                                                   | 2009. október 25.    | 2010. szeptember 7.  |
| 30 | Az Ishvali háború Isuváru Szenmecuszen (イシュヴァール殲滅戦; Hepburn: Ishuvāru Senmetsusen)                                              | 2009. november 1.    | 2010. szeptember 7.  |
| 31 | Az 520 cenzes ígéret Gohjaku Nidzsú Szenzu no Jakuszoku (520センズの約束; Hepburn: Gohyaku Nijū Senzu no Yakusoku)                        | 2009. november 8.    | 2010. szeptember 14. |
| 32 | A Führer fia Daiszótó no Muszuko (大総統の息子; Hepburn: Daisōtō no Musuko)                                                               | 2009. november 15.   | 2010. szeptember 14. |
| 33 | Briggs északi fala Burigguzu no Hokuheki (ブリッグズの北壁; Hepburn: Burigguzu no Hokuheki)                                               | 2009. november 22.   | 2010. szeptember 21. |
| 34 | A jégkirálynő Kóri no Dzsoó (氷の女王; Hepburn: Kōri no Joō)                                                                              | 2009. november 29.   | 2010. szeptember 21. |
| 35 | Az ország formája Kono Kuni no Katacsi (この国のかたち; Hepburn: Kono Kuni no Katachi)                                                    | 2009. december 6.    | 2010. szeptember 28. |
| 36 | Családi kép Kazoku no Sózó (家族の肖像; Hepburn: Kazoku no Shōzō)                                                                         | 2009. december 13.   | 2010. szeptember 28. |
| 37 | Az első homunkulusz Hadzsimari no Homunkuruszu (始まりの人造人間（ホムンクルス）; Hepburn: Hajimari no Homunkurusu)                       | 2009. december 20.   | 2010. október 5.     |
| 38 | Összecsapás Baschool-ban Bazukúru no Gekitó (バズクールの激闘; Hepburn: Bazukūru no Gekitō)                                               | 2009. december 27.   | 2010. október 5.     |
| 39 | Nappali álom Hakucsú no Jume (白昼の夢; Hepburn: Hakuchū no Yume)                                                                         | 2010. január 10.     | 2010. október 12.    |
| 40 | Homunkulusz Homunkuruszu (フラスコの中の小人; Hepburn: Homunkurusu)                                                                       | 2010. január 17.     | 2010. október 12.    |
| 41 | Pokol Naraku (奈落; Hepburn: Naraku) | 2010. január 24.     | 2010. október 19.    |
| 42 | Az ellentámadás előjelei Hangeki no Kizasi (反撃の兆し; Hepburn: Hangeki no Kizashi)                                                      | 2010. január 31.     | 2010. október 19.    |
| 43 | Hangyaharapás Ari no Hito Kami (蟻のひと噛み; Hepburn: Ari no Hito Kami)                                                                  | 2010. február 7.     | 2010. október 26.    |
| 44 | Pörgés teljes gőzzel Barinbarin no Zenkai (バリンバリンの全開; Hepburn: Barinbarin no Zenkai)                                             | 2010. február 14.    | 2010. október 26.    |
| 45 | A Megígért Nap Jakuszoku no Hi (約束の日; Hepburn: Yakusoku no Hi)                                                                        | 2010. február 21.    | 2010. november 2.    |
| 46 | Közelgő árny Szemaru Kage (迫る影; Hepburn: Semaru Kage)                                                                                  | 2010. február 28.    | 2010. november 2.    |
| 47 | A sötétség küldötte Jami no Sisa (闇の使者; Hepburn: Yami no Shisha)                                                                      | 2010. március 7.     | 2010. november 9.    |
| 48 | Eskü az alagútban Csikadó no Csikai (地下道の誓い; Hepburn: Chikadō no Chikai)                                                            | 2010. március 14.    | 2010. november 9.    |
| 49 | Gyermeki érzelmek Ojako no Dzsó (親子の情; Hepburn: Oyako no Jō)                                                                          | 2010. március 21.    | 2010. november 16.   |
| 50 | Káosz a Központban Szentoraru Dóran (セントラル動乱; Hepburn: Sentoraru Dōran)                                                            | 2010. március 28.    | 2010. november 16.   |
| 51 | A halhatatlan sereg Fusi no Gundan (不死の軍団; Hepburn: Fushi no Gundan)                                                                 | 2010. április 4.     | 2010. november 23.   |
| 52 | Egyesített erő Minna no Csikara (みんなの力; Hepburn: Minna no Chikara)                                                                   | 2010. április 11.    | 2010. november 23.   |
| 53 | A bosszú lángjai Fukusú no Honó (復讐の炎; Hepburn: Fukushū no Honō)                                                                      | 2010. április 18.    | 2010. november 30.   |
| 54 | A fellángoláson túl Rekka no Szaki ni (烈火の先に; Hepburn: Rekka no Saki ni)                                                             | 2010. április 25.    | 2010. november 30.   |
| 55 | Így élnek a felnőttek Otona-tacsi no Ikizama (大人たちの生き様; Hepburn: Otona-tachi no Ikizama)                                          | 2010. május 2.       | 2010. december 7.    |
| 56 | A Führer visszatér Daiszótó no Kikan (大総統の帰還; Hepburn: Daisōtō no Kikan)                                                            | 2010. május 9.       | 2010. december 7.    |
| 57 | Örök búcsú Eien no Itoma (永遠の暇; Hepburn: Eien no Itoma)                                                                               | 2010. május 16.      | 2010. december 14.   |
| 58 | Emberáldozatok Hitobasira (ひとばしら; Hepburn: Hitobashira)                                                                              | 2010. május 23.      | 2010. december 14.   |
| 59 | Elveszett fény Usinavareta Hikari (失われた光; Hepburn: Ushinawareta Hikari)                                                              | 2010. május 30.      | 2010. december 21.   |
| 60 | Az Ég szeme, a Föld kapuja Ten no Hitomi, Csi no Tobira (天の瞳、地の扉; Hepburn: Ten no Hitomi, Chi no Tobira)                           | 2010. június 6.      | 2010. december 21.   |
| 61 | Aki elnyelte Istent Kami o Nomikomisi Mono (神を呑みこみし者; Hepburn: Kami o Nomikomishi Mono)                                           | 2010. június 13.     | 2010. december 28.   |
| 62 | Heves ellentámadás Szeizecunaru Hangeki (凄絶なる反撃 ; Hepburn: Seizetsunaru Hangeki)                                                    | 2010. június 20.     | 2010. december 28.   |
| 63 | A Kapu túloldalán Tobira no Mukógava (扉の向こう側 ; Hepburn: Tobira no Mukōgawa)                                                         | 2010. június 27.     | 2011. január 4.      |
| 64 | Az utazás vége Tabidzsi no Hate (旅路の涯; Hepburn: Tabiji no Hate)                                                                       | 2010. július 4.      | 2011. június 13.     |